# مدیریت همه‌سونگر (کشاورزی)
مدیریت همه‌سونگر (به انگلیسی: Holistic management) (از ὅλος holos، یک کلمه یونانی به معنای همه، کل) در کشاورزی رویکردی برای مدیریت منابع است که در ابتدا توسط آلن ساوری توسعه داده شد. مدیریت همه‌سونگر یک نماد بازرگانی ثبت‌شده شرکت مدیریت جامع بین‌المللی است (که دیگر با آلن ساوری مرتبط نیست).